# Comuna de Prabuty
Prabuty (polaco: Gmina Prabuty) é uma gminy (comuna) na Polónia, na voivodia de Pomerânia e no condado de Kwidzyński. A sede do condado é a cidade de Prabuty.
De acordo com os censos de 2004, a comuna tem 13 132 habitantes, com uma densidade 66,6 hab/km².

## Área
Estende-se por uma área de 197,12 km², incluindo:
- área agricola: 64%
- área florestal: 20%

## Demografia
Dados de 30 de Junho 2004:
|                      | Total   | Total | Mulheres | Mulheres | Homens  | Homens |
| -------------------- | ------- | ----- | -------- | -------- | ------- | ------ |
|                      | pessoas | %     | pessoas  | %        | pessoas | %      |
| População            | 13 132  | 100   | 6595     | 50,2     | 6537    | 49,8   |
| Densidade (pop./km²) | 66,6    | 100   | 33,5     | 33,5     | 33,2    | 33,2   |

De acordo com dados de 2002, o rendimento médio per capita ascendia a 1406,99 zł.

## Comunas vizinhas
- Gardeja, Kisielice, Kwidzyn, Mikołajki Pomorskie, Ryjewo, Stary Dzierzgoń, Susz